# High Standard .22 Revolver
High Standard .22 Revolver é uma designação genérica para os revólveres de calibre .22 fabricados pela High Standard Firearms a partir de 1955 até meados da década de 1980.

## Visão geral
A High Standard Firearms fabricou revólveres para uso geral em uma variedade de modelos compartimentados para os cartuchos .22 Short, .22 Long Rifle e .22 Magnum. Uma característica que fomentou as vendas era sua capacidade de 9 tiros, todos os modelos tinham cilindros com capacidade de 9 munições. Fabricados de 1955 a meados da década de 1980, os revólveres High Standards são geralmente considerados como tendo uma excelente relação custo/benefício, com MSRP de US$ 37,50. Os modelos populares foram o "J.C. Higgins Model 88" (vendido exclusivamente pela Sears), o "Sentinel" (mesma arma vendida sob a marca High Standard), inicialmente lançados com canos de 4 ou 6 polegadas em acabamento azulado ou niquelado, em meados da década de 1960, já haviam sido lançadas variantes com canos de 3 e 5 polegadas e acabamento em cores, como azul, rosa e dourado, além de um modelo Western chamado "Double-Nine".

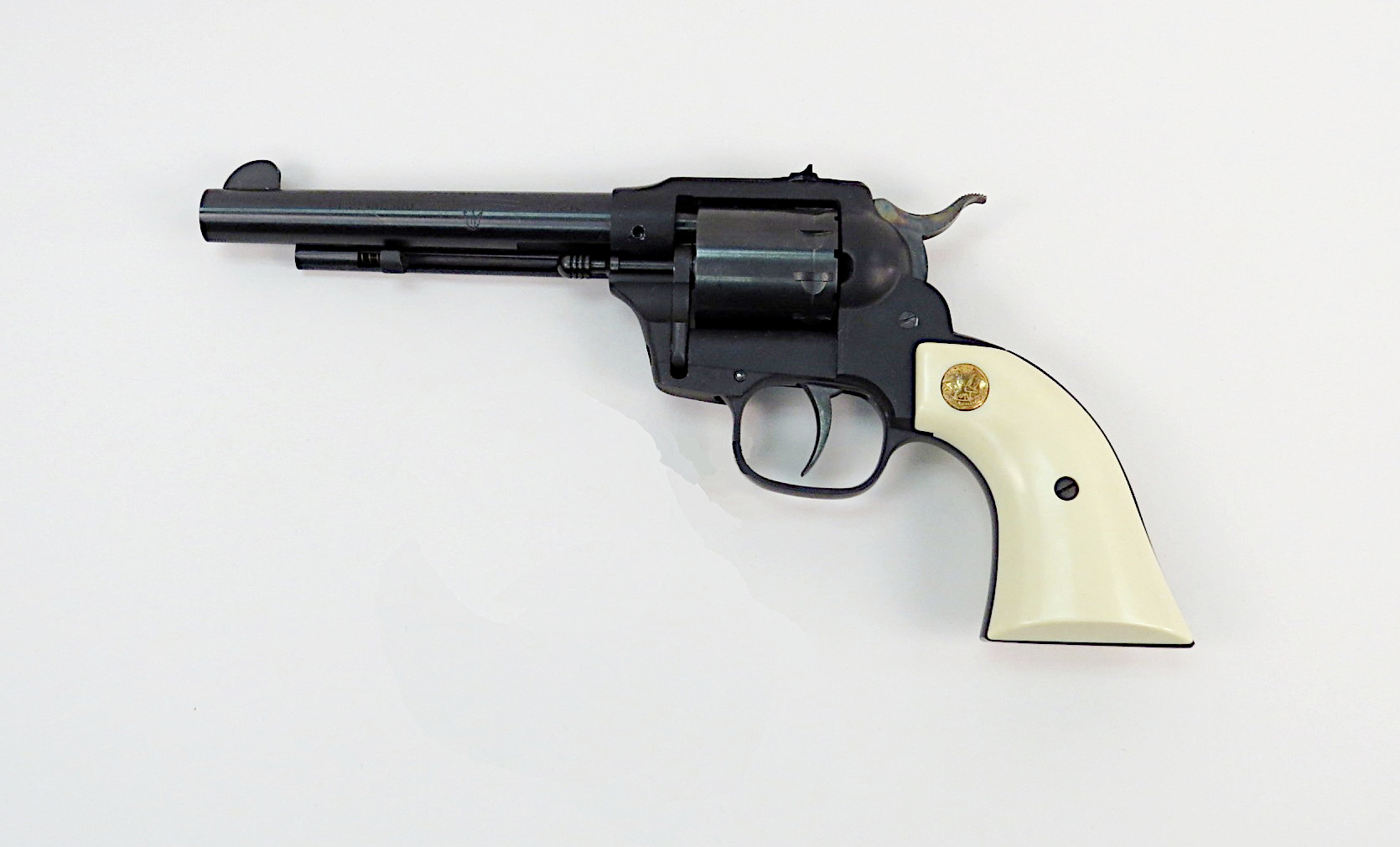
Um High Standard W-104 "Double-Nine".

## Histórico
A High Standard lançou sua linha de revólveres "Sentinel" em 1955, a pedido da Sears Roebuck, que era um grande acionista da High Standard. A Sears queria uma arma de uso geral e de baixo custo (uma "kit gun"), para vender sob sua marca "J.C. Higgins" (esse foi o "J.C. Higgins Model 88"); além da Sears, a mesma arma foi produzida para as marcas: Western Auto (o "Revelation Model 99") e para a Armamex (empresa mexicana).
Os primeiros "Sentinel" (modelos R e R-100) estavam originalmente disponíveis com o chamado acabamento azulado (que na verdade era preto selênio). O acabamento niquelado ficou disponível em abril de 1956 (no modelo R-101). As primeiras armas niqueladas custavam US$ 5 ou US$ 6 a mais do que as armas azuladas. O "Sentinel" tinha uma empunhadura de plástico envolvente de uma única peça (sem talas separadas). Originalmente, as armas azuladas tinham cabo marrom e as niqueladas branco, mas esse esquema não foi mantido durante a produção.
Na segunda metade da década de 1950 a High Standard licenciou a empresa Armscor para produzir o Sentinel nas Filipinas, onde foi batizado de "Model P"; em 1957, foi introduzido um modelo de cano curto do Sentinel, com coronha arredondada e com o cão sem "espora" com acabamento azulado ou niquelado, e em 1960 uma variante com "espora" no cão foi lançada; em seguida foram lançadas versões coloridas: ouro, azul e rosa (linha "Dura-Tone"), que tinham uma apresentação "de luxo", vinham em caixas de madeira e com as talas da empunhadura imitando marfim.
Em 1958, uma linha de revólveres de estilo "Western" foi desmembrada da linha Sentinel, cujo primeiro modelo foi chamado de "Double-Nine", tinha um cano de 5 ½ polegadas e foi vendido pela Sears como "J.C. Higgins Ranger Model 90"; o acordo com a Sears perdurou até 1963; pequenas modificações evolutivas foram feitas ao longo da década de 1960, culminando com a introdução do modelo R-109 em 1969 com mira traseira totalmente ajustável.

## Projeto
O "Sentinel", base de todos os revólveres da High Standard, era um revólver no calibre .22 com tambor de 9 tiros e quadro de alumínio anodizado, cano e cilindro de aço carbono de alta resistência, ejeção múltipla de cartuchos de curso único (sem retorno por mola, o que se mostrou uma deficiência corrigida logo em seguida), o cilindro era rebatível para o lado, a mira traseira com entalhe quadrado era regulável na lateralidade, gatilho zigrinado antideslizante, empunhadura de plástico zigrinada e era considerado bastante preciso em tiro ao alvo.
O design inovador foi concluído em apenas seis meses por Harry Sefried, o jovem engenheiro de design da High Standard. O design de Sefried incorporava uma empunhadura modificada da "Colt New Model .36 Pocket Pistol" de 1862, bastante elogiada pelos atiradores até hoje. O design simplificado do sistema de travamento do cilindro foi tirado do revólver experimental de Hugo Borchardt de 1876.
Essas são algumas das características exclusivas do "Sentinel":
- apoio de polegar integrado moldado na estrutura atrás da carcaça do cilindro em cada lado
- a empunhadura e o quadro são fundidos em alumínio
- não há botão de liberação do cilindro, ele é liberado puxando a vareta do extrator para frente
- a arma se divide em quatro partes: cilindro/guia; guarda-mato/empunhadura; cano e mecanismo de ação
- uso extensivo de molas helicoidais e pinos de fixação
- possui um único parafuso prendendo a empunhadura ao quadro.
- mecanismo de catraca exclusivo com sulcos profundos garantindo melhor fixação e redução do desgaste
- um "cone de força" estendido diminuindo ao mínimo a distância entre o cano e as câmaras do cilindro

## Modelos
A High Standard produziu uma boa quantidade de revólveres em dois estilos distintos:
- "Policial" (nas décadas de 1950, 60 e 70)
- "Western" (nas décadas de 1970 e 80)

| - R: canos de 4 ou 6"; acabamento azulado; cabo marrom; vendidos pela Sears como "J.C. Higgins Model 88" (1955) - R-100: canos de 4 ou 6"; acabamento azulado; cabo marrom; vendidos pela High Standard (1955) - R-101: canos de 3, 4, 5 ou 6"; acabamento azulado, niquelado (1956) ou colorido (1957); cabo marron ou branco (imitando marfim) - R-102: idem do R-101 com melhorias internas (1961) - R-103: idem do R-102 com melhorias internas - R-104: "Imperial", idem do R-101 sendo que o azulado passou a ser "Onyx-Black" a mira frontal passou a ser em rampa e a empunhadura maior passou a ter duas talas separadas de madeira (1962) - R-105: modelos originalmente destinados à Sears como "J.C. Higgins" que retornaram e foram remanufaturados como "High Standard" (1963) - R-106: "Deluxe" semelhante ao R-104 com mira frontal em lâmina e empunhadura de plástico imitando madeira (1965) - R-107: "Deluxe" idêntico ao R-106 com pequenas alterações internas (1967) - R-108: versão de cano curto com empunhadura de duas talas separadas (1967) - R-109: "Kit Gun" primeira versão com mira traseira totalmente ajustável (1969) - MK I e MK IV: versões para cartuchos .22 LR e .22 Magnum respectivamente, com quadro em aço, canos de 2, 3 ou 4 polegadas, mira traseira totalmente ajustável e empunhadura integral de madeira (1974) - Steel Sentinel: as denominações MK I e MK IV foram abandonadas e esta versão passou a ser comercializada com cilindros intercambiáveis |  | - W-100: o primeiro da série; cano de 5 ½ (1958) - W-101: pequenas melhorias internas (1959) - W-102: melhorias internas e acabamentos diferenciados como: "Longhorn", "Posse", e "Natchez"; canos de 3 ½, 4 ½, 5 ½ e 9 ½ (1960) - W-103: melhorias internas e no processo de fabricação (1961) - W-104: melhorias internas (1962) - W-105: melhorias internas e acabamentos diferenciados como: "Hombre", "Durango", e "Marshal"; empunhaduras de madeira; canos de 4 e 4 ½ (1970) - W-106: versão para cartuchos .22 LR e .22 Magnum, com melhorias internas, quadro em aço e cilindros intercambiáveis (1971) - High- Sierra: o W-106 com cano octogonal; gatilho, guarda mato e quadro da empunhadura dourados (1973) Notas 1. os últimos modelos estilo "Policial" foram produzidos em 1980 2. os últimos modelos estilo "Western" foram produzidos em 1984 3. alguns modelos com outras características foram produzidos: o "Crusader" nos calibres .44 Magnum e .45 Colt; o "Power Plus" em .38 Special e os "MK II" e "MK III" no calibre .357 Magnum, todos ainda na década de 1970 |